# Xestocephalus lunatus
Xestocephalus lunatus är en insektsart som beskrevs av Peters 1933. Xestocephalus lunatus ingår i släktet Xestocephalus och familjen dvärgstritar. Inga underarter finns listade i Catalogue of Life.